# Evangelios de Lindisfarne
Los Evangelios de Lindisfarne son un manuscrito iluminado en latín que contiene los evangelios de Mateo, Marcos, Lucas y Juan.

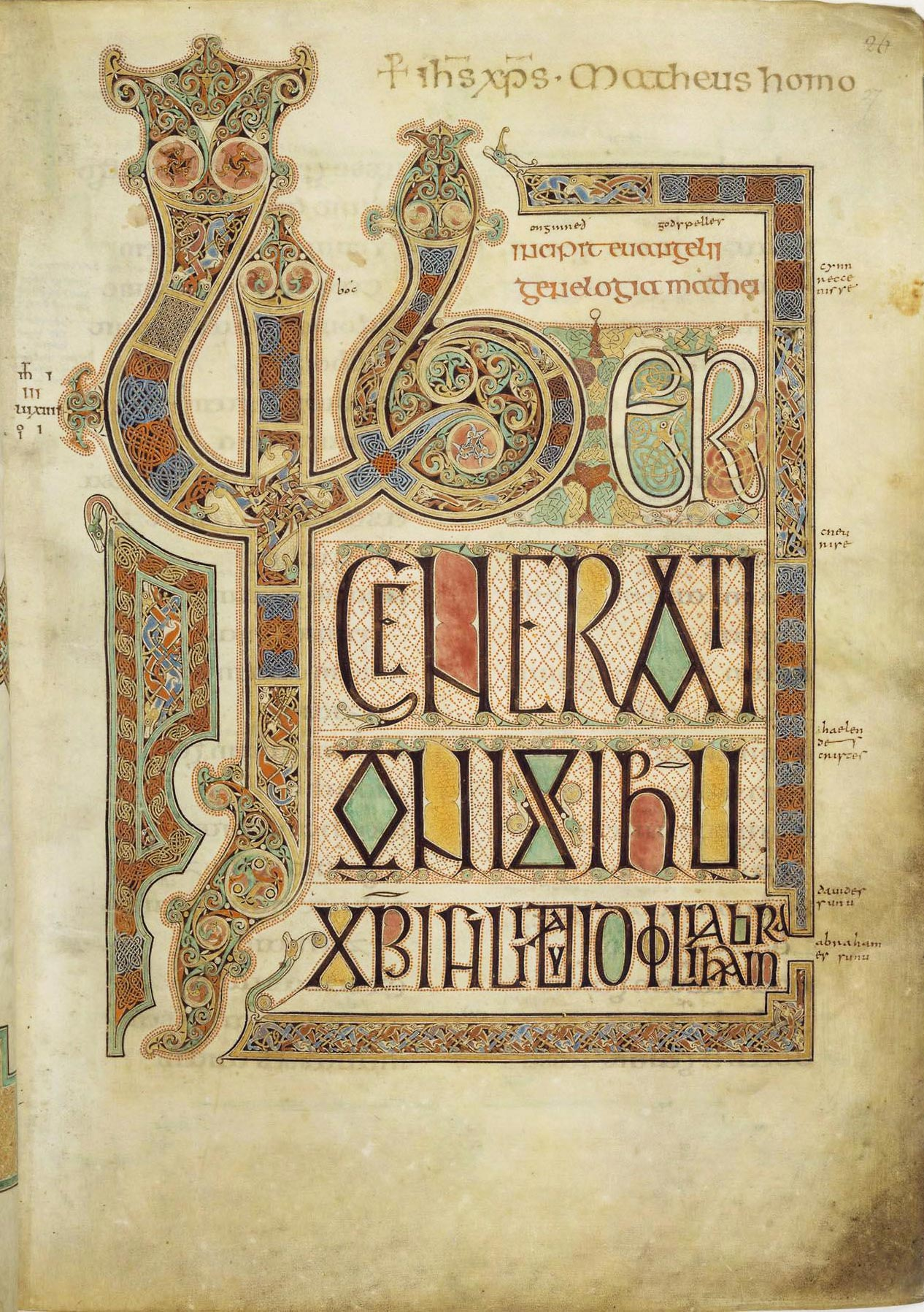
Folio 27r de los Evangelios de Lindisfarne con el incipit del Evangelio de Mateo

El manuscrito se creó en Lindisfarne, en el condado de Northumberland en Inglaterra, alrededor de los años 650 y 750. Está considerado uno de los mejores ejemplos del arte religioso en Inglaterra, un estilo que combina características del arte anglosajón y del celta.

## Descripción
Están escritos en caligrafía insular y ricamente ilustrados. La cubierta original era de piel muy fina y estaba decorada con joyas y metales. La cubierta se realizó en el siglo VIII. Durante los ataques vikingos a Lindisfarne se perdió y fue reemplazada en 1852.

## Historia
Se cree que son obra de un monje de nombre Eadfrith, que llegó a ser obispo de Lindisfarne en el año 698 y que murió el 721.  Los estudios actuales indican que se escribieron alrededor del año 715, en honor de San Cuthbert.
En el siglo XVII, el anticuario Sir Robert Cotton compró los evangelios a Sir Robert Bowyer. La Biblioteca Cotton se trasladó al Museo Británico en el siglo XVIII y de ahí pasó a la Biblioteca británica en Londres. 

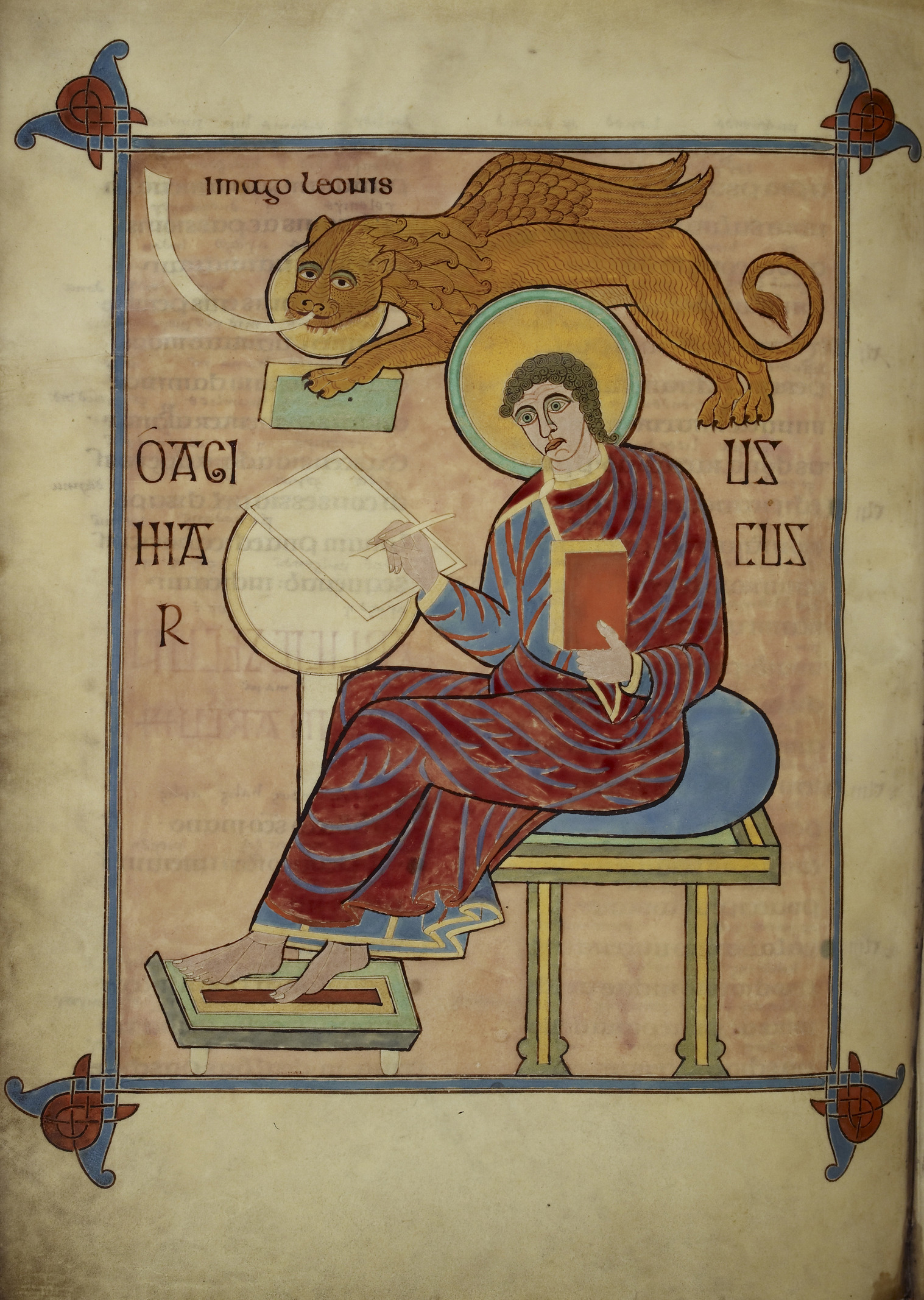
Retrato del evangelista Marcos

## Campaña para su reubicación
Una campaña en el noroeste de Inglaterra reclama que los Evangelios de Lindisfarne sean retornados a su lugar de origen. Se han propuesto varias posibles ubicaciones, incluyendo la Catedral de Durham, el mismo Lindisfarne o uno de los museos de Newcastle upon Tyne o Sunderland.